# Idaea pachydetis
Idaea pachydetis là một loài bướm đêm trong họ Geometridae.